# Nolina nelsonii
Nolina nelsonii es una especie de planta con rizoma perteneciente a la familia de las asparagáceas. Es originaria de  Norteamérica.

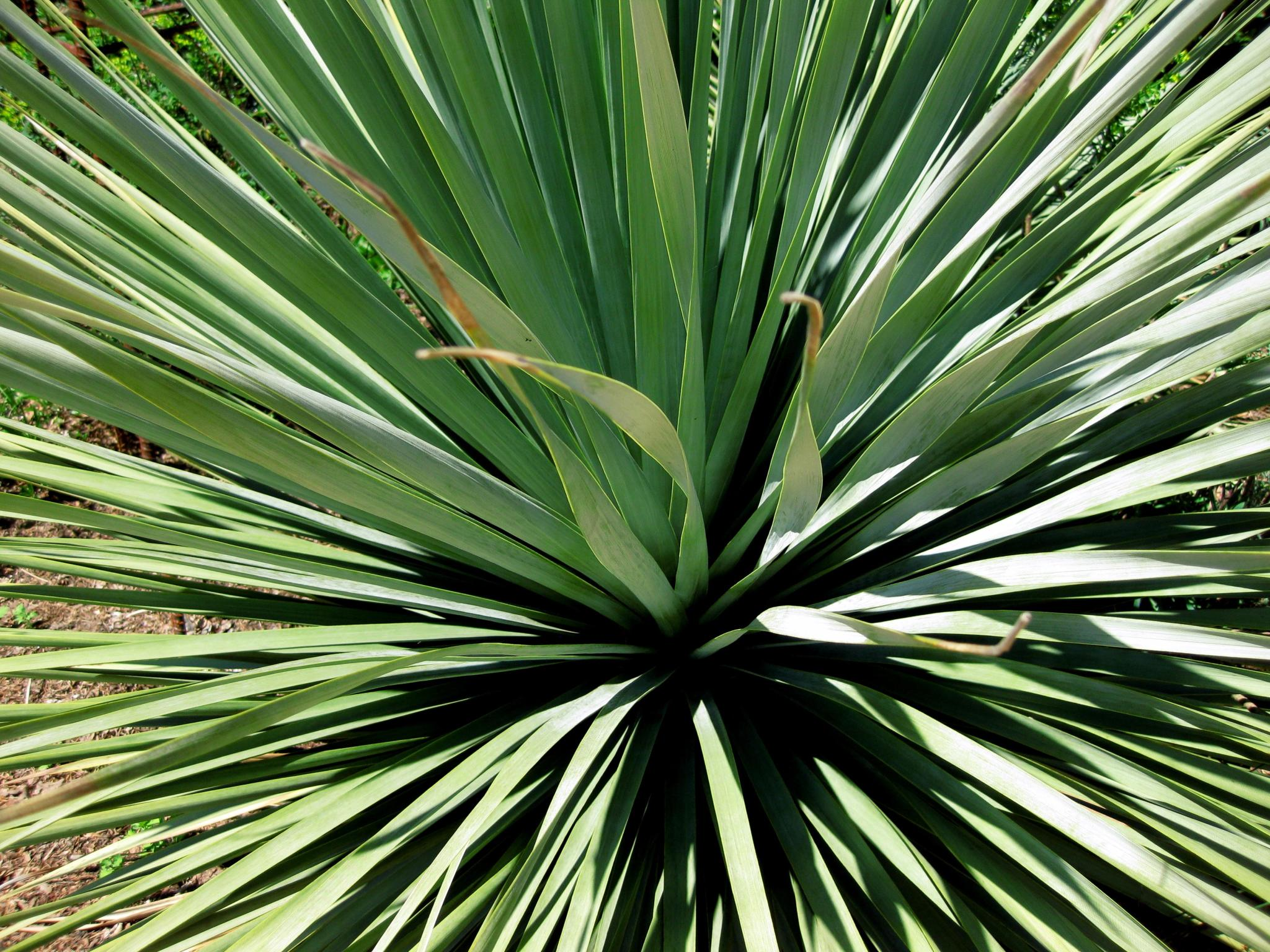
Vista de la planta

## Descripción
Nolina beldingii es como un árbol con un tamaño de  1 a 4,5 m de altura. Las hojas son de color verde azulado, lineales de 50 a 70 cm de largo por 10 - 30 mm de ancho. Los márgenes de las hojas están finamente dentados. La inflorescencia es de 2 a 3 m de largo, con  numerosas ramificaciones. Las flores de color blanco de  3 mm de diámetro. El período de floración se extiende de mayo a junio. Es fruto es una cápsula leñosa con semillas de color marrón claro, esféricas a oblongas de 2-3 mm de diámetro.
Nolina nelsonii es resistente a las heladas hasta una temperatura de -12 °C .

## Distribución y hábitat
Nolina nelsonii se encuentra  en México en el estado de Tamaulipas. Está asociada con especies de Dasylirion.  Es una especie rara, que está aislada geográficamente y tiene similitudes con Nolina parryi, sin embargo, tiene diferencias en la estructura de las inflorescencias y de las hojas.

## Taxonomía
Nolina nelsonii fue descrita por Joseph Nelson Rose y publicado en Contributions from the United States National Herbarium 10: 92, en el año 1906.
Etimología
Nolina: nombre genérico otorgado en honor del botánico francés  Abbé P. C. Nolin, coautor del trabajo publicado 1755 Essai sur l'agricultura moderne.
nelsonii: epíteto otorgado en honor del botánico David Nelson.